# Jorge Salán
Jorge Salán (Madrid; 4 de abril de 1982) es un guitarrista virtuoso, cantante  y compositor español de música hard rock y heavy metal. Famoso por formar parte de las agrupaciones españolas Avalanch y Mägo de Oz. Además de tener su proyecto solista, ha colaborado con músicos de escala internacional como Jeff Scott Soto, Joe Lynn Turner, Robin Beck, Miguel Ríos, entre otros. 

## Biografía
Con 19 años publicó su primer disco y cuenta con siete discos en solitario, además, es el guitarrista solista de la banda de Jeff Scott Soto.
Fue con el grupo Mägo de Oz donde realmente se dio a conocer al gran público, ocupando el puesto de tercer guitarrista y compartiendo solos de guitarra con Carlitos entre 2004 y 2008.
Ha realizado giras por todo el mundo presentando su proyecto en solitario o acompañando a otros artistas, destacando sus conciertos en México, D.F., abriendo para Michael Schenker (Ufo, Scorpions ), o en el Festival de Jazz de San Javier, en Murcia, uno de los más prestigiosos de España y donde grabó su disco en solitario: Directo a San Javier.
Con Jeff Scott Soto ha realizado giras por Brasil, Argentina y toda Europa, tocando en los festivales de Rock más importantes del Viejo Continente, entre los que destaca Bang your Head y Rock of Ages, ambos en Alemania, compartiendo cartel con bandas como Alice Cooper, Helloween o Slayer.
Ha sido guitarrista de las cantantes norteamericanas Fiona y Robin Beck en el Festival FireFest de Notthingam, junto a Gotthard, Tyketto o Danger Danger, continuando con Robin Beck en todos sus conciertos de su gira europea.
A finales de 2014, firmó con el nuevo sello Rock Estatal Records para editar en 2015 su octava referencia, que se anuncia como una vuelta a sus raíces musicales, a través de clásicos del blues versionados con personalidad propia bajo el proyecto Jorge Salán & The Majestic Jaywalkers.
En enero de 2017 se confirmó la participación de Jorge Salán para la reunión de la banda asturiana Avalanch en la gira conmemorativa de su álbum "El Ángel Caído".
En noviembre de 2017 se anuncia la salida del nuevo DVD en directo de Jorge Salán titulado "Live in Madrid", grabado en la sala Changó live el 2 de junio y el cual vio la luz el 12 de diciembre de ese mismo año bajo el sello rock estatal records.

## Discografía

### En solitario
- "The utopian sea of clouds" (2002) - Dro
- "From now on" (2004) - Avispa
- "Chronicles of an evolution" (2007) - Warner
- "Subsuelo" (2009) - Warner
- "Estatuas en la calle" (2010) - Warner
- "Sexto asalto"  (2011) - Warner
- "Directo a San Javier" (2012) - The Fish Factory
- "No looking back" (2014) - KD Rock Management
- "NO LOOKING BACH (DOCUMENTAL) (2014)
- "Madrid / Texas" (2015) - Rock Estatal Records.
- "Graffire" (2016) - Rock Estatal Records.
- "Live in Madrid" (2017) - Duque Producciones.
- "Tempus" (2020) - A New Label.
- "20 AÑOS NO SON NADA (DOCUMENTAL) (2020)
- "El cielo es lodo" (2021) - A New Label.
- "Ocaso acústico" (2024) - The Fish Factory

### Con Mägo de Oz
- Belfast (2004)
- Gaia II: La Voz Dormida (2005)
- The Best Oz (2006)
- La Ciudad de los Árboles (2007)
- Barakaldo D.F. (2008)
- Alicia en el Metalverso (2024)
- TBA (2025)

### Con Avalanch
- El ángel caído (regrabación 15º aniversario) (2017)
- "El secreto" (2019)
- "The secret", versión en inglés de "El secreto" (2019)

## Colaboraciones

### Mägo de Oz
- Gaia (2003)
- Madrid las Ventas (2005)
- Gaia III: Atlantia (2010)

### Miguel Ríos
- Solo o en compañía de otros (2008)

### Jeff Scott Soto
- One night in Madrid (2009)
- Damage Control (2012)
- Divak (2016)

### Robin Beck
- Wrecking ball (2013)

### James Christian
- Lay it on me (2013)

### Otros
- Bob Daisley (bajista de Ozzy Osbourne, Rainbow, Gary Moore...)
- Eric Martin (vocalista de Mr.Big)
- Danny Vaughn (vocalista de Tyketto y Waysted)
- Danger Danger
- Carlos Tarque (M-CLAN)
- Carmine Appice (batería de Rod Stewart, Ozzy Osbourne...)
- Carlos Escobedo (cantante de Sôber y Savia)
- Fiona Flanagan
- Javier Vargas (Vargas Blues Band)
- Paul Shortino (Quiet Riot)
- Abraham Laboriel (Ray Charles, Michael Jackson...)